# 徒單皇后 (金衛紹王)
徒单皇后（1168年—13世纪？），金朝卫绍王完颜永济的皇后，初为元妃，大安元年（1209年）正月立为皇后。至宁元年（1213年）八月，完颜永济被胡沙虎派的宦者李思中所杀，金宣宗即位，卫绍王被降为东海郡侯，徒单皇后的皇后尊号也被削除。贞祐二年（1214年），迁都汴京，金宣宗下诏，卫绍王及鄗厉王家人都流徙郑州，继续禁锢，不得出入。男女不得婚嫁者十九年。天兴元年（1232年），金哀宗诏释禁锢。是时，河南已不能守，徒单皇后子孙不知所终。

## 延伸阅读
[在维基数据编辑]
 《金史·卷64》，出自脱脱《遼史》